# Mimodoryctes proprius
Mimodoryctes proprius är en stekelart som beskrevs av Sergey A. Belokobylskij 2001. Mimodoryctes proprius ingår i släktet Mimodoryctes och familjen bracksteklar. Inga underarter finns listade i Catalogue of Life.